# Acanthocreagris myops
Espèce
Synonymes
- Obisium myops Simon, 1881

Acanthocreagris myops est une espèce de pseudoscorpions de la famille des Neobisiidae.

## Distribution
Cette espèce se rencontre en France en Provence-Alpes-Côte d'Azur et en Italie en Ligurie et en Lombardie,.

## Description
L'holotype mesure 3,4 mm.

## Systématique et taxinomie
Cette espèce a été décrite sous le protonyme Obisium myops par Simon en 1881. Elle est placée dans le genre Neobisium par Beier en 1932 puis dans le genre Simonobisium par Heurtault en 1975 puis dans le genre Acanthocreagris par Gardini en 1995.

## Publication originale
- Simon, 1881 : Arachnides nouveaux ou rares de la faune française. Bulletin de la Société Zoologique de France, vol. 6, p. 82-91 (texte intégral).